# يوسف السيد
يوسف السيد (مواليد 11 أغسطس 1989، لاعب كرة قدم إماراتي يجيد اللعب في الدفاع .
لعب سابقاً مع النادي الأهلي ونادي حتا .

## روابط خارجية
- يوسف السيد على موقع قاعدة بيانات كرة القدم.إي يو (الإنجليزية)
- يوسف السيد على موقع Soccerway.com (الإنجليزية)